# Sciophila melanocephala
Sciophila melanocephala är en tvåvingeart som beskrevs av Dufour 1839. Sciophila melanocephala ingår i släktet Sciophila och familjen svampmyggor.
Artens utbredningsområde är Frankrike. Inga underarter finns listade i Catalogue of Life.